# Le Peuple du désert
Le Peuple du désert (砂漠の民, Sabaku no Tami) est un manga de Hayao Miyazaki, prépublié du 12 septembre 1969 au 15 mars 1970 dans le magazine Shōnen shōjo shinbun (ja) sous le pseudonyme Akitsu Saburo. 

## Synopsis
Située au XIe siècle en Asie centrale, l’histoire suit l’exil de Tem, un jeune garçon, depuis ses steppes natales jusqu’à Pejite, la capitale du peuple sokute. Il est constamment pourchassé par les Kittarl, un peuple belliqueux qui a tué son père et qui a conquis la totalité des territoires sokutes. Tem rejoint alors la rébellion armée pour libérer son peuple.

## Création
Le style de Miyazaki évolue dans le manga : le début incorpore de larges sections de texte séparées des illustrations, tandis que la fin se rapproche des codes plus classiques du manga où les textes moins denses sont seulement placés dans des bulles.
Ce manga est souvent cité comme un des précurseurs des œuvres de Miyazaki, Nausicaä de la vallée du vent et Le Voyage de Shuna.

## Thèmes
Bien que paru dans un magazine de prépublication pour enfants, le manga présente des thèmes adultes comme la guerre, la trahison et la mort.